# Asyndetus ventralis
Asyndetus ventralis är en tvåvingeart som beskrevs av Wang, Yang och Kazuhiro Masunaga 2007. Asyndetus ventralis ingår i släktet Asyndetus och familjen styltflugor. Inga underarter finns listade i Catalogue of Life.